# Chola Milambo
Chola Milambo ist ein sambischer Diplomat, der seit 2022 Ständiger Vertreter bei den Vereinten Nationen ist.

## Leben
Chola Milambo begann nach dem Schulbesuch ein Studium der Wirtschaftswissenschaften an der Universität von Sambia, das er mit einem Bachelor of Arts (B.A. Economics) beendete. Ein darauf folgendes postgraduales Studium der Wirtschaftswissenschaften an der University of Nairobi in Kenia schloss er mit einem Master of Arts (M.A. Economics) ab. Mit Unterstützung durch ein Stipendium des Fulbright-Programms schloss er seine Promotion zum Doktor der Wirtschaftswissenschaften an der Howard University in Washington, D.C. ab. Er war Mitarbeiter der Steuerabteilung des Finanzministeriums, der Steuerbehörde (Zambia Revenue Authority) sowie der Bank of Zambia, der Zentralbank Sambias. Er war zudem auch als technischer Berater des Exekutivdirektors für die Richtlinien und den Finanzierungsrahmen der International Development Association (IDA) der Weltbankgruppe tätig. Er trug dort maßgeblich zur Stärkung der Beziehungen zu Sambia bei und war an der Auswahl des Landes als Gastgeber der achtzehnten Zusammenkunft der IDA im November 2018 beteiligt. 
Danach wechselte Milambo zum Internationalen Währungsfonds (IWF) und zur Weltbankgruppe in Washington, D.C., wo er verschiedene Positionen innehatte. Er war unter anderem Senior Adviser des Exekutivdirektors für die sogenannten „Africa Group Constituency 1“, die den Wahlkreis Afrika 1 mit Interessen von 22 Mitgliedsländern abdeckt. In dieser Funktion war er leitender Berater für Botswana, Äthiopien und Sambia. Durch seine beruflichen Tätigkeiten sammelte er weitreichende Erfahrung im makroökonomischen Management und in der Entwicklung auf globaler und nationaler Ebene. 
2022 wurde Chola Milambo Ständiger Vertreter bei den Vereinten Nationen und überreichte am 17. Mai 2022 UN-Generalsekretär António Guterres sein Beglaubigungsschreiben.